# Sweet and Bitter
Albums de CoCo
Sylph
(1992)
Compilations par CoCo
CoCo Personal Best 
(1993) Singles
(2004)
Singles
Sweet and Bitter (titré : Sweet & Bitter) est le 6e et dernier album original du groupe CoCo.

## Présentation
L'album sort le 21 juillet 1994 au Japon sous le label Pony Canyon, uniquement au format CD. Il sort plus d'un an et demi après le précédent album original du groupe, Sylph. C'est le deuxième album de CoCo enregistré par la formation à quatre membres, sans Azusa Senō qui a quitté le groupe deux ans auparavant. 
L'album atteint la 28e place du classement des ventes de l'Oricon, et reste classé pendant deux semaines. Il restera l'album original le moins vendu du groupe, qui se séparera peu après sa sortie.
L'album contient onze pistes, dont trois titres déjà parus en singles : les deux titres du single Chiisa na Ippa de sorti l'année précédente, et la chanson-titre du single You're My Treasure - Tōi Yakusoku sorti deux semaines avant l'album et qui restera le dernier du groupe ; il ne contient pas de titre du single Koi no Junction sorti entre eux. 
L'album contient aussi des versions remaniées de deux anciennes chansons du groupe sorties en single en 1991, ré-enregistrées sans Azusa Senō : Live Version (retitrée Live² Version), et Muteki no Only You (jusque-là inédite en album et sous-titrée Horror Version). Quatre des nouvelles chansons de l'album sont interprétées en solo par chacune des membres. 

## Liste des titres
| 1.  | Live² Version                                                                                  | 4:52 |
| 2.  | Muteki no Only You ~Horror Version~ (無敵のOnly You ~HORROR VERSION~)                          | 5:57 |
| 3.  | Sono Mune no Tobira (その胸の扉)                                                               | 4:28 |
| 4.  | Chiisa na Ippa de (ちいさな一歩で)                                                             | 4:10 |
| 5.  | Sennen no Biyaku (千年の媚薬) (par Rieko Miura)                                                | 4:27 |
| 6.  | A Girl's Night (par Erika Haneda)                                                              | 4:10 |
| 7.  | Tsuki ni Hi ni ~Itsumo Anata wo Omotteru (月に日に～いつもあなたを想ってる) (par Maki Miyamae) | 4:31 |
| 8.  | Kokoro no Shozai (心の所在) (par Mikiyo Ōno)                                                   | 4:15 |
| 9.  | Minna Daijōbu (みんな大丈夫) (face B de Chiisa na Ippa de)                                     | 4:18 |
| 10. | You're My Treasure ~Tōi Yakusoku (You're my treasure〜遠い約束)                                | 4:44 |
| 11. | Kore Kara... (これから…)                                                                       | 5:17 |